# Tompkinsville (New York City)
Tompkinsville ist ein Stadtviertel im Nordosten des Stadtbezirks  Staten Island, New York City, mit 8.042 Einwohnern (2024). Der Stadtteil ist bekannt für seine Geschichte als Fährstandort und eine der größten sri-lankischen Gemeinden in den USA.

## Lage
Tompkinsville liegt an der Nordostküste von Staten Island, direkt am New York Harbor, zwischen St. George im Westen und Stapleton im Süden. Die Staten Island Railway hält im Zentrum des Viertels, und mehrere Buslinien verbinden Tompkinsville mit anderen Teilen der Insel und Manhattan.

## Demografie
Die Bevölkerung von Tompkinsville ist ethnisch und wirtschaftlich gemischt. Nach Angaben des NYU Furman Center sind etwa 38 % der Bewohner weiß, 23 % hispanisch, 26 % afroamerikanisch und 9 % asiatisch. Das Durchschnittsalter beträgt 38 Jahre, und der Anteil der Frauen liegt bei 54 %. Das mittlere Haushaltseinkommen beträgt rund 65.000 US-Dollar. Tompkinsville ist für seine große sri-lankische Community bekannt und wird oft als „Little Sri Lanka“ bezeichnet.

## Geschichte
Tompkinsville wurde nach Daniel D. Tompkins, dem sechsten Vizepräsidenten der USA und früheren Gouverneur von New York, benannt. Im 19. Jahrhundert entwickelte sich der Stadtteil durch die Fährverbindung nach Manhattan zu einem wichtigen Verkehrsknotenpunkt. Nach dem Bau der Verrazzano-Narrows Bridge 1964 verlagerte sich das wirtschaftliche Zentrum, was zu einem zeitweiligen Niedergang führte. Im 21. Jahrhundert gibt es Bestrebungen zur Revitalisierung der Uferzone und zur Förderung kultureller Vielfalt.